# Prinzessin Brambilla

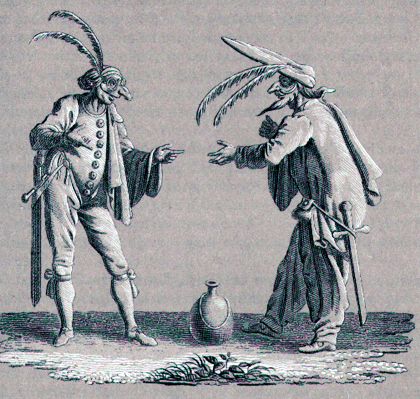
Senor Giglio und Pantalon

Prinzessin Brambilla ist ein 1820 in Berlin von E. T. A. Hoffmann nach acht Kupferstichen von Jacques Callot geschriebenes literarisches Capriccio. In der ironischen Erzählung wird vom mäßig talentierten Schauspieler Giglio und der Giacinta erzählt, die anfangs in die kuriose Prinzessin Brambilla beziehungsweise den Prinzen Cornelio verliebt sind. Am Ende der turbulenten Geschichte erkennen Giglio und Giacinta, dass sie ineinander verliebt sind.
Eine der Figuren der Erzählung, der Maler Reinhold, fasst den turbulenten Wirbel anschaulich zusammen: „Mich will es bedünken, als hetze das bunte Maskenspiel eines tollen, märchenhaften Spaßes allerlei Gestalten in immer schnelleren und schnelleren Kreisen dermaßen durcheinander, daß man sie gar nicht mehr zu erkennen, gar nicht mehr zu unterscheiden vermag.“
Prinzessin Brambilla wurde als Theaterstück für Kinder von Elmar Ottenthal inszeniert und am 5. Februar 1985 am Theater für Kinder in Hamburg-Altona uraufgeführt. Später erfolgte noch eine Einspielung für den NDR.

## Ausgaben
- E. T. A. Hoffmann: Prinzessin Brambilla. Ein Capriccio nach Jakob Callot. Mit 8 Kupfern nach Callotschen Originalblättern. Herausgegeben von Wolfgang Nehring. Philipp Reclam, Stuttgart 1971, ISBN 3-15-007953-5 (Universal-Bibliothek 7953/54), (Auch: Nachdruck. ebenda 1995).